# E69 (Ecuador)
De E69 of Vía Colectora Catamayo-Macará (Verzamelweg Catamayo-Macará) is een secundaire nationale weg in Ecuador. De weg loopt van Catamayo naar Macará en is 147 kilometer lang. 